# Lance Cade e Trevor Murdoch
Lance Cade e Trevor Murdoch foram uma dupla (tag team) de wrestling profissional, mais conhecidos pelo tempo em que lutaram pela World Wrestling Entertainment, no programa Raw. A dupla estreou em 5 de setembro de 2005, no Raw e, juntos, foram por três vezes Campeões Mundiais de Duplas. A dupla se dividiu em 2006, mas voltaram. Durante o Draft de 2008, Murdoch foi transferido para o programa SmackDown, os separando novamente. Logo após a transferência, Murdoch foi demitido. Mais tarde, no mesmo ano, Cade também foi demitido, reunindo a dupla no circuito independente.

## Carreira

### World Wrestling Entertainment (2005-2008)

#### Formação
Em agosto de 2005, Lance Cade e Trevor Murdoch foram mandados do território de desenvolvimento da World Wrestling Entertainment,  Ohio Valley Wrestling, para o plantel principal do Raw, lutando lutas preliminares sob o nome de "TNT".
Em 22 de agosto de 2005, no Raw, vídeos foram exibidos, promovendo a dupla sob o nome de "Lance Cade e Trevor Murdoch". Os dois eram mostrados em um bar, interpretando caipiras rednecks estereotipados: Cade, como um calmo cowboy e Murdoch como um bravo e barulhento caminhoneiro sulista.view Eles derrotaram os Campeões Mundiais de Dupla, Rosey e The Hurricane, no Raw de 5 de setembro, os tornando desafiantes dos títulos. No Unforgiven, eles derrotaram os campeões, conquistando os títulos. Durante a luta, Murdoch teria lesionado Gregory Helms. No entanto, a lesão foi parte de uma história. Eles ficaram com os títulos por seis semanas, os perdendo para Kane e Big Show no Taboo Tuesday, em novembro.

#### Separação

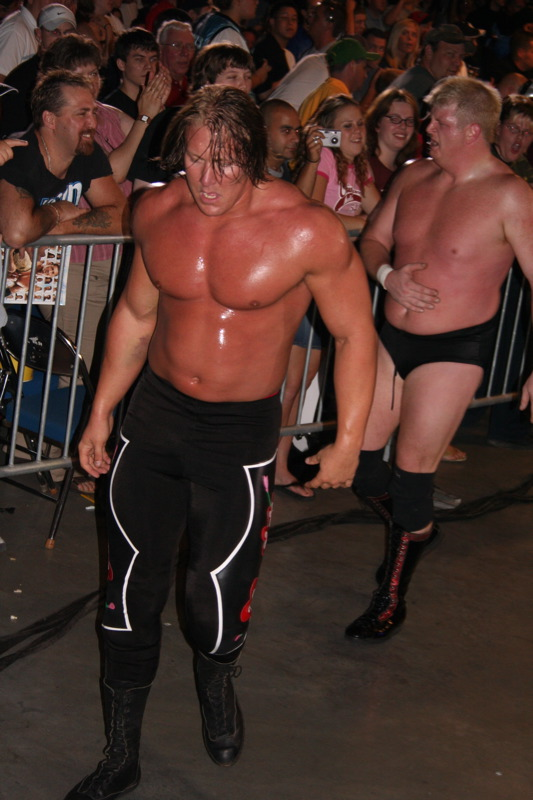
Lance Cade (esquerda) e Trevor Murdoch.

Cade e Murdoch lutaram sua última luta como dupla em 13 de novembro (exibido em 18 de novembro), no Raw em homenagem à Eddie Guerrero, perdendo para Legion of Doom (Road Warrior Animal e Heidenreich). Duas semanas depois, Joey Styles anunciou que os dois não formavam mais uma dupla. Em um segmento do Unlimited, Murdoch explicou que estava focado em conquistar o Intercontinental Championship
Após a separação, Murdoch se tornou o crítico da Unlimited, view enquanto Cade mudous eu personagem para um refinado cavalheiro sulista. Mesmo separados, o dois se auxiliavam durante lutas individuais, criando uma rivalidade com Goldust e Gene Snitsky.

#### Reunião
No Heat de 14 de abril de 2006, Cade e Murdoch voltaram a forma a antiga dupla. Eles lutaram juntos pela primeira vez desde o retornou no Heat de 19 de maio, derrotando Charlie Haas e Viscera.view Durante os próximo meses, os dois passaram a dizer que iriam reconquistar os títulos de duplas. Mais tarde em 2006, os dois se tornaram capangas contratados de The McMahons (Vince e Shane) e Edge, normalmente contra D-Generation X (Triple H e Shawn Michaels).
Durante o Raw de 2 de abril de 2007, Cade e Murdoch competiram em uma Battle Royal de duplas pelo World Tag Team Championship, eventualmente vencida pelos Hardys (Matt e Jeff). Cade e Murdoch começariam uma rivalidade com os Hardys, com os campeões derrotando-os no Backlash, onde começaram personagens de bons-esportistas, cumprimentando os lutadores, trocando elogios e lutando de forma limpa. No Raw de 4 de junho, Cade e Murdoch tiraram os títulos dos Hardys.

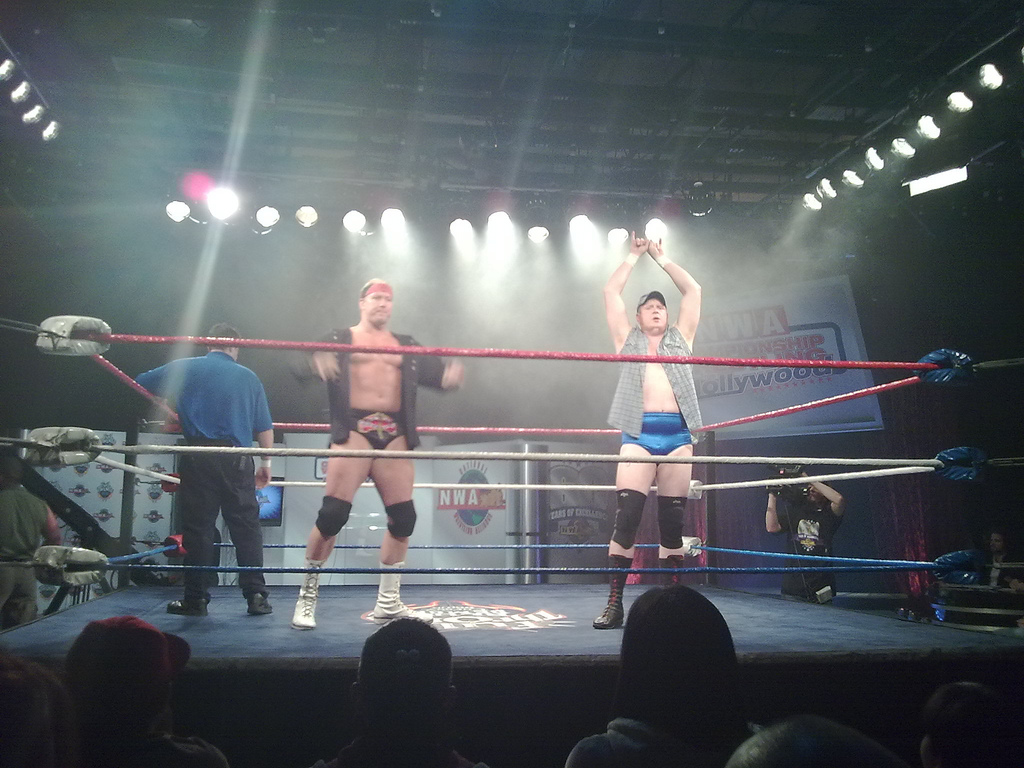
Cade (esquerda) e Murdoch no NWA Championship Wrestling.

Após se tornarem campeões, começaram uma rivalidade com Cryme Tyme (JTG e Shad Gaspard), após Cryme Tyme ter roubado alguns pertences e leiloado ao público, mas a história não se concluiu, já que Shad e JTG foram demitidos. Paul London e Brian Kendrick derrotaram Cade e Murdoch em um evento não-televisionado na África do Sul, mas o perderam de volta dias depois. Eles continuaram como campeões até o Raw de 10 de dezembro, quando foram derrotados por Hardcore Holly e Cody Rhodes. Em abril de 2008, Cade passou a expressar frustração devido às diversas derrotas. Após serem derrotados novamente em 18 de abril, Murdoch cantou sua versão de "Friends in Low Places". Na semana seguinte, em um segmento nos bastidores, também cantou. Após uma vitória em 12 de maio, cantou o refrão de The Gambler, apenas para Cade o atacar e acabar com a dupla. Os dois se enfrentaram em 2 de junho, com Cade saindo vitorioso. No Draft Suplementar de 2008, Murdoch foi transferido para o SmackDown, sendo demitido dias depois, enquanto Cade continuou a lutar no Raw até ser demitido, em 14 de outubro de 2008.

### Circuito independente (2008–2009)
Menos de uma semana depois, Cade e Murdoch passaram a lutar no circuito independente, para promoções como IWA-Mid South. Murdoch e Cade também lutaram pela National Wrestling Alliance, antes de Cade passar a lutar no Japão e Murdoch, à Total Nonstop Action Wrestling, onde lutou como Jethro Holliday por um curto período de tempo.

### Morte de Lance Cade (2010)
Em 13 de agosto de 2010, Cade faleceu após sofrer um problema cardíaco aos 29 anos.

## No wrestling

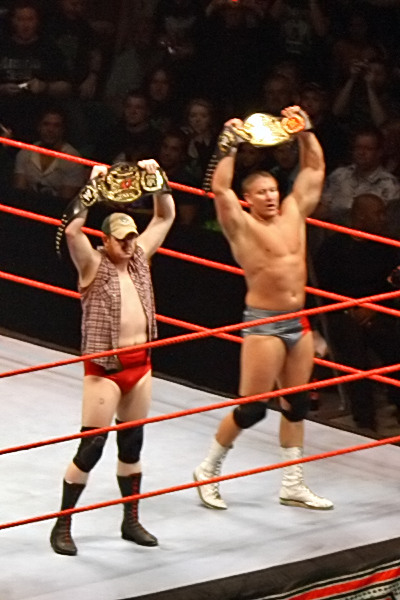
Murdoch (esquerda) e Cade como Campeões Mundiais de Duplas.

- Movimentos de finalização e secundários
  - Sweet and Sour (Combinação de Lariat (Cade) / Chop block (Murdoch))
  - Combinação de um inverted atomic drop de Cade seguido por um running big boot de Murdoch
  - Jawbreaker de Murdoch seguido por um falling neckbreaker de Cade
  - Murdoch levanta e solta Cade o fazendo acertar um leg drop elevado
- Alcunhas
  - Redneck Wrecking Crew ("O Pessoal da Demolição Caipira")

## Títulos e prêmios
- World Wrestling Entertainment
  - World Tag Team Championship (3 vezes)[2]